# Staar
Staar is de benaming voor twee zeer verschillende oogziekten: cataract en glaucoom. Beide kunnen leiden tot verlies van het gezichtsvermogen.
Staar werd voor het eerst beschreven aan het eind van de 16e eeuw door Kiliaan, toen nog voornamelijk in de betekenis van cataract. In die tijd was de kennis van oogziekten nog zeer beperkt, waardoor beide oogaandoeningen vaak als één werden beschouwd. Tegenwoordig wordt de benaming staar alleen nog voor cataract gebruikt.
- Cataract (grijze of grauwe staar): vertroebeling van de ooglens. Dit kan worden veroorzaakt door een trauma of worden versneld door diabetes mellitus (suikerziekte). Deze aandoening wordt vaak verholpen door de zogenaamde cataractextractie ("staaroperatie”). Daarbij wordt de troebele lens vervangen door een implantaat.
- Verouderde benaming voor glaucoom (groene staar): verhoogde druk van het glasvocht in de oogbol. Dit kan de oogzenuw beschadigen. Als deze eenmaal beschadigd is, dan is deze schade onomkeerbaar. Mits op tijd geconstateerd, zijn er verschillende behandelmogelijkheden, afhankelijk van de onderliggende oorzaak.